# Matteo di Lorena
Matteo di Alsazia o delle Fiandre (in francese Mathieu d'Alsace, in tedesco Matthäus von Elsass, in fiammingo, Mattheüs I van de Elzas e in inglese Matthew, Count of Boulogne) (1137 – Driencourt, 25 dicembre 1173) fu conte di Boulogne dal 1160 fino alla sua morte.

## Origine
Matteo, secondo la Genealogica Comitum Flandriæ Bertiniana, Continuatio Leidensis et Divionensis, era il figlio secondogenito del Conte delle Fiandre, Teodorico di Alsazia e della sua seconda moglie, Sibilla d'Angiò, che, anche se l'arcivescovo, Guglielmo, della città di Tiro, nell'odierno Libano, nel suo Historia rerum in partibus transmarinis gestarum ce la presenta come figlia femmina primogenita era la figlia femmina secondogenita del conte d'Angiò e conte di Tours, conte consorte e poi conte del Maine ed infine reggente del Principato di Antiochia e re consorte del Regno di Gerusalemme, Folco il Giovane, e della contessa del Maine, Eremburga, figlia unica del conte del Maine, Elia I e di Matilde, come riporta nella sua Historia Ecclesiastica, Pars II, Liber IV del monaco e storico medievale, Orderico Vitale, signora di Château-du-Loir, figlia di Gervaso, signore di Château-du-Loir.
Secondo il Cartulaire de l'Abbaye de Saint-Bertin, Teodorico di Alsazia era il figlio primogenito del Duca di Lorena, Teodorico II e della sua seconda moglie, Gertrude delle Fiandre (fra il 1070 e il 1080-1117), che ancora secondo il Cartulaire de l'Abbaye de Saint-Bertin e la Genealogica Comitum Flandriæ Bertiniana, Continuatio, era figlia del conte delle Fiandre, Roberto I e di Gertrude di Sassonia, figlia del duca di Sassonia, Bernardo II.
 Matteo eiaculino del re d'Inghilterra, Enrico II, in quanto, sua madre, Sibilla era sorella di Goffredo il Bello, il padre di Enrico II e capostipite dei Plantageneti.

## Biografia
Il Conte di Boulogne, Guglielmo I, come ci conferma Roberto di Torigni, morì, nel 1159, durante il ritorno dalla spedizione contro Tolosa, quando il re d'Inghilterra, Enrico II, che rivendicava la contea di Tolosa in nome della moglie, la duchessa d'Aquitania, Eleonora, dopo aver occupato una parte della contea, si era diretto su Tolosa, e l'aveva assediata. 
Alla sua morte, data la mancanza di eredi, re d'Inghilterra, Enrico II si trattenne tutti i domini di Guglielmo, inclusa la contea di Mortain, mentre la contea di Boulogne passò alla sorella, Maria, che era badessa del convento di Ramsey.
Matteo, venuto a sapere della morte del conte di Boulogne, Guglielmo I, si precipitò al monastero di Ramsey, dove era badessa la nuova Contessa di Boulogne, la sorella di Guglielmo, Maria di Boulogne, che, sia secondo la Flandria Generosa (Continuatio Claromariscensis), che secondo il cronista e monaco benedettino inglese, Matteo di Parigi, Maria era figlia del re d'Inghilterra, Stefano di Blois (Mariam filiam Stephani regis Anglie) (filia regis Stephani), quindi era figlia del conte di Mortain, duca di Normandia e re d'Inghilterra, Stefano di Blois e della contessa di Boulogne, Matilde I, che, secondo la Genealogica comitum Buloniensium era l'unica figlia del conte di Boulogne, Eustachio III e della moglie, Maria di Scozia, che secondo il monaco e cronista inglese, Orderico Vitale, era sorella del re di Scozia, Edgardo di Scozia e figlia del re di Scozia, Malcolm III e della sua seconda moglie, Margherita del Wessex (Ungheria, 1045 – 16 novembre 1093), che secondo il The Chronicles of Florence of Worcester with two continuations era figlia del principe Edoardo (figlio del re d'Inghilterra, Edmondo II, che, secondo Orderico Vitale, discendeva da Alfredo il Grande e quindi dal primo re d'Inghilterra, Egberto del Wessex) e di Agata, che, sempre secondo il The Chronicles of Florence of Worcester with two continuations era nipote dell'imperatore del Sacro Romano Impero, Enrico II (daughter of the brother of Emperor Henry), mentre secondo la Chronica Albrici Monachi Trium Fontium era la sorella della regina d'Ungheria (Agatham regine Hunorem sororem), mentre per Orderico Vitale era figlia del re d'Ungheria; Margherita era la sorella di Edgardo Atheling, ultimo discendente del Casato dei Wessex e pretendente alla corona d'Inghilterra. Inoltre Maria era nipote dei primi due re di Gerusalemme, Goffredo di Buglione e Baldovino I di Gerusalemme, fratelli del nonno materno, Eustachio III.
 Matteo obbligò Maria a lasciare il convento e, con la forza, a sposarlo, divenendo così, per diritto di matrimonio (de iure uxoris), il conte di Boulogne, come ci viene confermato dalla Genealogica comitum Buloniensium; questo matrimonio ci viene confermato anche dalla Flandria Generosa (Continuatio Claromariscensis) e da Matteo di Parigi.
La chiesa reagì immediatamente; papa Alessandro III si occupò dell'abbandono del convento da parte della badessa e scrisse all'arcivescovo di Reims, Enrico, il 18 dicembre 1161 e, subito dopo, Matteo e Maria furono scomunicati. Nel 1162 la scomunica venne rinnovata e tutti i canonici che appoggiavano i conti di Boulogne furono anch'essi scomunicati. Infine, nel 1168, anche la città di Boulogne-sur-Mer, venne colpita dall'interdetto.
Solo allora la coppia si arrese, si sottomise alla volontà della chiesa e si separò. Maria si ritirò a Montreuil, mentre Matteo rimase a Boulogne a governare la contea. Maria si ritirò in convento a Sainte-Austreberthe (Senna Marittima), dove riprese i voti e lì rimase sino alla sua morte, nel 1182.
Matteo, nel 1171, sposò, in seconde nozze, Eleonora di Vermandois (1148-1213), che secondo la Chronique de Robert de Torigni, abbé de Mont-Saint-Michel era figlia del conte di Vermandois e di Valois e Siniscalco di FranciaRodolfo di Vermandois e di Aelis o Petronilla d'Aquitania, che, secondo la Chronique de Guillaume de Nangis, era la figlia femmina secondogenita del duca di Aquitania, duca di Guascogna e conte di Poitiers, Guglielmo X il Tolosano e della sua prima moglie, Aénor di Châtellerault ( † dopo il 1130), figlia del visconte Americo I di Châtellerault e della Maubergeon, che al momento della sua nascita era l'amante di suo nonno Guglielmo IX il Trovatore. Anche la Chronica Albrici Monachi Trium Fontium, conferma gli ascendenti di Petronilla, in quanto la cita come sorella della Regina consorte di Francia, duchessa d'Aquitania e Guascogna e contessa di Poitiers, Eleonora, che poi sarà anche Regina consorte d'Inghilterra.
Eleonora di Vermandois, secondo il Gisleberti Chronicon Hanoniense, era al suo terzo matrimonio, essendo vedova, prima di Goffredo di Hainaut (1147-1163), erede del Conte di Hainaut, Baldovino IV e poi di Guglielmo IV di Nevers (Willelmo comiti Nivernensi) (1145-1168).
Nel 1173, Matteo, alla guida delle truppe fiamminghe al seguito del re d'Inghilterra, Enrico II che combatteva contro il re di Francia, Luigi VII, fu ferito mortalmente da una freccia durante l'assedio al castello di Driencourt; secondo il cronista Roberto di Mont-Saint-Michel, nel 1173, morì Matteo, conte di Boulogne, fratello del conte delle Fiandre, Filippo (Mathæus comes Boloniæ frater Philippi comitis Flandrensis) per le ferite ricevute all'assedio del castello di Driencourt (castri Dringeust).
Fu tumulato all'abbazia di Saint-Josse Tortefontaine e gli succedette la figlia primogenita, Ida.
Rimasta vedova di Matteo, Eleonora di Vermandois si sposò per la quarta volta con Matteo III, Conte di Beaumont (comiti Bellimontis in Francia Matheo) (?-1208).

## Discendenza
Matteo da Maria ebbe due figlie:
- Ida di Lorena (circa 1160-1216), Contessa di Boulogne, che sposò, in prime nozze, nel 1181, Gerardo di Gheldria (?-1181), poi in seconde nozze, nel 1183, Berthold IV di Zähringen (circa 1125-1186), duca di Zähringen, ed infine in terze nozze, nel 1190, come ci informa la Flandria Generosa (Continuatio Bruxellensis) Rinaldo di Dammartin (Rainaldo comiti de Danmartin)[25] (ca.1165-1227), futuro conte di Dammartin (1204-1206) e di Mortain (1206-1214);
- Matilde (circa 1168-1210), che sposò, nel 1179 Enrico I[25] (1165 † 1235), detto il "guerriero", che, nel 1190, succedette al padre, Goffredo III, come Duca della Bassa Lorena (Lotaringia), duca di Lovanio e duca di Brabante.

Invece da Eleonora ebbe una figlia:
- di cui non si conosce il nome e morta in tenera età.

## Ascendenza
|                        |                  |                            | Genitori                            |  |  | Nonni |  |  | Bisnonni          |  |  | Trisnonni                 |  |
|                        |                  |                            |                                     |  |  |       |  |  | Gerardo di Lorena |  |  | Gerardo IV di Bouzonville |  |
|                        |                  |                            |                                     |  |  |       |  |  | Gerardo di Lorena |  |  | Gerardo IV di Bouzonville |  |
|                        |                  | Gisella                    |                                     |  |  |       |  |  | Gerardo di Lorena |  |  |                           |  |
| Teodorico II di Lorena |                  |                            |                                     |  |  |       |  |  | Gerardo di Lorena |  |  |                           |  |
|                        |                  | Edvige di Namur            | Alberto II di Namur                 |  |  |       |  |  |                   |  |  |                           |  |
|                        |                  | Edvige di Namur            | Alberto II di Namur                 |  |  |       |  |  |                   |  |  |                           |  |
|                        |                  | Edvige di Namur            | Regelinda di Verdun                 |  |  |       |  |  |                   |  |  |                           |  |
| Teodorico di Alsazia   |                  | Edvige di Namur            |                                     |  |  |       |  |  |                   |  |  |                           |  |
|                        |                  | Roberto I di Fiandra       | Baldovino V di Fiandra              |  |  |       |  |  |                   |  |  |                           |  |
|                        |                  | Roberto I di Fiandra       | Baldovino V di Fiandra              |  |  |       |  |  |                   |  |  |                           |  |
|                        |                  | Roberto I di Fiandra       | Adele di Francia                    |  |  |       |  |  |                   |  |  |                           |  |
| Gertrude delle Fiandre |                  | Roberto I di Fiandra       |                                     |  |  |       |  |  |                   |  |  |                           |  |
|                        |                  | Gertrude Billung           | Bernardo II di Sassonia             |  |  |       |  |  |                   |  |  |                           |  |
|                        |                  | Gertrude Billung           | Bernardo II di Sassonia             |  |  |       |  |  |                   |  |  |                           |  |
|                        |                  | Gertrude Billung           | Eilika di Schweinfurt               |  |  |       |  |  |                   |  |  |                           |  |
| Matteo di Lorena       |                  | Gertrude Billung           |                                     |  |  |       |  |  |                   |  |  |                           |  |
|                        | Folco IV d'Angiò | Goffredo II di Gâtinais    |                                     |  |  |       |  |  |                   |  |  |                           |  |
|                        | Folco IV d'Angiò | Goffredo II di Gâtinais    |                                     |  |  |       |  |  |                   |  |  |                           |  |
|                        | Folco IV d'Angiò | Ermengarda d'Angiò         |                                     |  |  |       |  |  |                   |  |  |                           |  |
| Folco V d'Angiò        | Folco IV d'Angiò |                            |                                     |  |  |       |  |  |                   |  |  |                           |  |
|                        |                  | Bertrada di Montfort       | Simone I di Montfort                |  |  |       |  |  |                   |  |  |                           |  |
|                        |                  | Bertrada di Montfort       | Simone I di Montfort                |  |  |       |  |  |                   |  |  |                           |  |
|                        |                  | Bertrada di Montfort       | Agnese d'Évreux                     |  |  |       |  |  |                   |  |  |                           |  |
| Sibilla d'Angiò        |                  | Bertrada di Montfort       |                                     |  |  |       |  |  |                   |  |  |                           |  |
|                        |                  | Elia I del Maine           | Jean de la Flèche                   |  |  |       |  |  |                   |  |  |                           |  |
|                        |                  | Elia I del Maine           | Jean de la Flèche                   |  |  |       |  |  |                   |  |  |                           |  |
|                        |                  | Elia I del Maine           | Paola del Maine                     |  |  |       |  |  |                   |  |  |                           |  |
| Eremburga del Maine    |                  | Elia I del Maine           |                                     |  |  |       |  |  |                   |  |  |                           |  |
|                        |                  | Matilde di Château-du-Loir | Gervais II, Lord of Château-du-Loir |  |  |       |  |  |                   |  |  |                           |  |
|                        |                  | Matilde di Château-du-Loir | Gervais II, Lord of Château-du-Loir |  |  |       |  |  |                   |  |  |                           |  |
|                        |                  | Matilde di Château-du-Loir | Aremberge                           |  |  |       |  |  |                   |  |  |                           |  |
|                        |                  | Matilde di Château-du-Loir |                                     |  |  |       |  |  |                   |  |  |                           |  |

### Fonti primarie
- (LA)  Historia Rerum in partibus transmarinis gestarum.
- (LA)  Chronique de Guillaume de Nangis.
- (LA)  Cartulaire de l'abbaye de Saint-Bertin.
- (LA)  Chronique de Robert de Torigni, abbé du Mont-Saint-Michel, vol I.
- (LA)  Chronique de Robert de Torigni, abbé de Mont-Saint-Michel, vol II.
- (LA)  Matthæi Parisiensis, monachi Sancti Albani, Chronica majora, vol I.
- (LA)  Matthæi Parisiensis, monachi Sancti Albani, Chronica majora, vol II.
- (LA)  Florentii Wigorniensis Monachi Chronicon, Tomus II Continuatio.
- (EN)  The Chronicles of Florence of Worcester with two continuations.
- (LA)  Monumenta Germaniae Historica, Scriptores, tomus IX.
- (LA)  Monumenta Germaniae Historica, Scriptores, tomus XIII.
- (LA)  Monumenta Germaniae Historica, Scriptores, tomus XXI.
- (LA)  Monumenta Germaniae Historica, Scriptores, tomus XXIII.
- (LA)  Ordericus Vitalis, Historia Ecclesiastica, vol. II.
- (LA)  Ordericus Vitalis, Historia Ecclesiastica, vol. unicum.
- (LA)  Ordericus Vitalis, Historia Ecclesiastica, vol. III.
- (EN)  Chronicle of the Kings of England: From the Earliest Period to the Reign, of king William's children.
- (LA)  Historiæ Normannorum Scriptores Antiqui.

### Letteratura storiografica
- Louis Alphen, "La Francia: Luigi VI e Luigi VII (1108-1180)", cap. XVII, vol. V (Il trionfo del papato e lo sviluppo comunale) della Storia del mondo medievale, 1999, pp. 705–739
- William John Corbett, "Inghilterra, 1087-1154", cap. II, vol. VI (Declino dell'impero e del papato e sviluppo degli stati nazionali) della Storia del Mondo Medievale, 1999, pp. 56–98.
- Doris M. Stenton, "Inghilterra, Enrico II", cap. III, vol. VI (Declino dell'impero e del papato e sviluppo degli stati nazionali) della Storia del Mondo Medievale, 1999, pp. 99–142.